# Božićna zvijezda
 Ovo je glavno značenje pojma Božićna zvijezda. Za druga značenja pogledajte Božićna zvijezda (razdvojba).
Božićna zvijezda (krasna mlječika, Euphorbia pulcherrima) ili kako ju još zovu poinzetija (po Joelu Robertsu Poinsettu koji je uveo ovu biljku u sjevernu Ameriku 1828. godine), biljka je iz porodice Euphorbiaceae, podrijetlom iz Meksika, Južne Amerike i Afrike, poznata kao božićni ukras. Botaničko je ime euforbija dobila po Euphorbusu omiljenom liječniku numidijskog kralja Jube koji je, prema predaji, prvi upotrijebio otrovan sok božićne zvijezde, i to navodno kao lijek.

## Opis izgleda
U prirodnom staništu grm naraste i do 5 metara, inače je od 0,5 do 4 m visoka. Božićna zvijezda ima sitne žute cvjetiće koji su okruženi braktejama crvene, bijele i ružičaste boje, a isprva je postojala samo vrsta intenzivnih crvenih listova. Brakteje su pricvjetni obojeni listovi koji se u jesen pojavljuju na vrhovima stabljika i koji mogu biti i do 25 centimetara dugi.

## Ekološki zahtjevi
Božićna zvijezda kao sukulentna i fotoperiodična biljka zahtijeva karakterističnu i dugotrajnu njegu, idealna temperatura je od 12 do 25 °C, a optimalna temperatura za vrijeme cvatnje je između 15 – 18 °C. Potrebna je velika vlažnost zraka, stoga je valja prskati svaki dan, pazeći pritom da brakteje i cvjetovi ostanu ne poprskani, odnosno prska se samo zeleni dio biljke, a da bi procvala, zahtjeva najmanje 12 do 14 sati tame svake večeri. Najbolje uspijeva dovoljno udaljena od izvora topline. Osjetljiva je na hladnu vodu, naročito izravno iz vodovoda.
Do 1950., ta se biljka nije mogla držati u kući – čim bi došla na suhi zrak, svi bi listovi popadali. Godine 1950., Paul Ecke iz Kalifornije razvio je vrstu koja može podnijeti sobne uvjete i niže temperature. Imao je godinama monopol, jer nije otkrio tajnu, dok jedan sveučilišni profesor 1990-ih nije otkrio fenomen i objavio svima.
Sve biljke iz porodice Euphorbiaceae ili mlječike sadrže mliječni sok koji istječe iz biljke pri oštećenju ili orezivanju. Sok je otrovan i nadražuje kožu, a treba paziti da ne dođe u dodir s očima. Ako se pojede, može izazvati proljev.

## Meksička legenda
Prema legendi, ljepotu duguje astečkoj boginji kojoj je zbog nesretne ljubavi, prepuklo srce. Iz kapljica njezine krvi izrastao je vatreni cvijet žarkocrvene boje okružen zelenim listovima.

## Vanjske poveznice
|  | Zajednički poslužitelj ima još gradiva o temi Božićna zvijezda |